# Abd-as-Salam ibn Maixix
Abd-as-Salam ibn Maixix al-Hassaní al-Alamí (àrab: عبد السلام بن مشيش الحسني العلمي, ʿAbd as-Salām ibn Maixīx al-Ḥassanī al-ʿAlamī) o, segons la pronunciació dialectal marroquina, Abdeslam bn Mxix l-Alamí fou un sufí marroquí que visqué del 1140 al 1227. Deu la seva segona nisba, al-Alamí, al lloc on tenia el seu ermitatge, el Jàbal al-Àlam, en territori de la tribu Banu Arús, al sud-oest de Tetuan. Va morir assassinat a la seva ermita per orde d'un suposat profeta de nom Muhàmmad ibn Abi-Tawajin al-Kutamí que volia revitalitzar la doctrina almohade i se sentia perjudicat pel prestigi d'Abd-as-Salam. Les seves doctrines, inicialment limitades a la seva tribu, es van estendre al segle xv a tot el nord del Marroc i fou considerat «el gran pol d'Occident», mentre un altre sufí, Abd-al-Qàdir al-Jilaní, era anomenat «el gran pol d'Orient.»
És un avantpassat d'Alí ibn Raixid, fundador de Chefchaouen.

## Obra escrita
És autor d'una col·lecció de reflexions sobre la vida política i religiosa de la seva època i d'una eulògia famosa sobre el profeta Mahoma (tasliya) de la qual Ahmad ibn Ajiba en va escriure un comentari. A més, també va escriure una paràfrasi d'una oració coneguda, As-salat al-maixixiyya. Salawat an-nariyya és una altra pregària seva que actualment encara és vigent.